# Австралийска рогата акула
Австралийска рогата акула или Портджаксънова акула (Heterodontus portusjacksoni) е вид хрущялна риба. Тя е нощен, яйцеснасящ вид рогата акула от семейство Разнозъби акули (Heterodontidae) и е разпространена във всички, освен северните, крайбрежни райони на Австралия, включително във водите около Порт Джаксън (залив в югоизточната част на страната, в границите на който се намира град Сидни, щат Нов Южен Уелс).
Портджаксъновата акула може да нарасне до 1,67 m на дължина. Има голяма глава с изпъкнали дъги на челото и тъмнокафяви маркировки от двете страни на главата, по гърба до гръбната перка и отстрани, открояващи се на по-светлото, сиво-кафяво тяло, което го прави много лесен за идентифициране вид.
Портджаксъновата акула е мигриращ вид, тя пътува на юг през лятото и се връща на север за да се размножава през зимните месеци. Храни се с твърди черупчести мекотели, ракообразни, морски таралежи и риба.

## Особености
Подобно на другите акули в техния род, и тези са с широка, плоска глава и имат забележима анална перка и гребени над очите. Двете гръбни перки на този вид акули са с почти еднакви размери, всяка снабдена с шип в предната си част. Мълвата гласи, че шиповете са отровни. Вън от това, не са много опасни за хората, тъй като са нощни и придънни риби, а захапката им е сравнително слаба.
Видът е относително лесно разпознаваем, донякъде заради подобната на юзда маркировка, която се простира през по-голямата част от дължината на тялото на рибата. Тази окраска започва от очите им до първата гръбна перка и след това през останалата част от тялото. Други черти, които помагат за разграничаването им са малката уста и сиво-кафявите на цвят ноздри (дишането е с хриле), които са свързани с устата. Освен това, и зъбите й са особени и с характерна форма и комбинация. Те не са назъбени и за разлика от зъбите на другите акули, са различни в предната и задната част на челюстта. Оттам е и латинското им наименование Heterodontus (от гръцки: хетерос - „различен“, донт - „зъб“) Предните са малки и остри, докато задните са плоски, широки и тъпи. Тези зъби могат да служат за задържане и разкъсване, а после и за смачкване и смилане, те са идеални за раздробяване и с това - пригодени към диетата на вида, която се състои от черупчести мекотели и подобни им организми, например - бодлокожи. Докато са млади, акулите имат по-остри зъби и се хранят в по-голяма част с мека плячка, отколкото възрастните. Те могат да се хранят и като засмукват вода и пясък от дъното и изхвърлят пясъка през хрилните си отвори, а задържат и поглъщат храната.
Друга отлика от редица други видове акули е че това е яйценосен вид, т.е портджаксъновите акули снасят яйца, а не раждат малките си. Мъжките достигат полова зрялост на възраст между 8 и 10 години, а женските - на 11 до 14.  Размножителният им сезон започва през август и продължава до средата на ноември, а женската снася двойки яйца на всеки 10 до 14 дни. През един размножителен сезон женската може да снесе до 8 двойки яйца. Ембрионите се развиват 10-11 месеца преди да се излюпят наведнъж, но имат 89% смъртност още преди това.

## Разпространение и местообитание
Портджаксъновата акула е ендемичен за водите около Австралия вид. Може да се открие в южните австралийски води и западно от южния бряг на централната част на континента. Смята се, че произлизат някъде от крайбрежията на Южна Африка. Има единичен случай при който се е появила край бреговете на Нова Зеландия, но обикновено разпространението ѝ е ограничено в 2 групи от Североизточна Виктория до Западна Австралия и от Южен Куинсланд до Нов Южен Уелс. Обикновено живее на по-малко от 100 m под водата, но е известно, че достига и до дълбочина от около 275 m.
Територията на акулата обичайно е разположена в каменни седименти на дъното, където се храни. Тъй като акулата е активна през нощта (предвид това, че тогава и плячката й е най-активна), през деня тя се крие в зони с ниско течение, като пещери и скални пукнатини. Често се събират по няколко възрастни екземпляра, докато по-младите акули рядко общуват помежду си.